# トヨタ・スペイド
スペイド（SPADE）は、トヨタ自動車が生産・販売していた4ドアトールワゴンである。生産はトヨタ自動車東日本東富士工場が担当していた。

## 概要
2011年10月に販売終了した2代目ラウムの実質的な後継車種にあたる。
2012年7月23日にフルモデルチェンジした2代目ポルテと同時に発表・発売されており、ポルテとは姉妹車の関係になる。また、取扱チャンネルにおいても、ポルテ（トヨタ店とトヨペット店）を取り扱わないカローラ店と先代車種のラウムを取り扱っているネッツ店にて販売され、実質的な全店併売車種となる。カローラ店扱いの車両は型式の末尾に「（C）」が入る。

## メカニズム
全車、開口幅1,020mm×開口高1,250mmのワイヤレス電動スライドドアを助手席側に標準装備。300mmを誇る低いフロア地上高と段差のないフラットフロアを採用することで優れた乗降性を実現。また2,160mmの室内長と1,380mmの室内高を誇る室内空間に加え、前後に700mmスライドする助手席シートやチップアップ機構が付いた6:4分割可倒式リヤシートなどにより多彩なシートアレンジを可能としている。
パワーユニットには1.3Lの1NR-FE型と1.5Lの1NZ-FE型エンジンを採用。いずれにもSuper CVT-iと組み合わせた。アイドリングストップ機能（Toyota Stop & Start System）を「1.3X」に標準装備、1.5L・2WD車にオプション設定し、1.5L・2WDのアイドリングストップ機能付車はJC08モードで20.6km/Lの低燃費を実現している。2015年7月の一部改良で2WD車が2NR-FKE型に置換し、メーカーオプション設定だったアイドリングストップ機能を標準装備化したことでJC08モード燃費が22.2km/Lに向上した。
グレード体系・装備は基本的に2代目ポルテとほぼ同一だが、外観は水平基調で張り出したフロントランプやバンパーコーナーによって精悍でクールな印象としたフロントデザインとなり、リアコンビランプはクリアレンズを採用した水平基調のデザインとなっている。また、ボディカラーは8色が設定されるが、このうちの6色は2代目ポルテと共通のボディカラーとなっており、スペイド専用色として、「ダークバイオレットマイカメタリック」と新色の「シトラスマイカメタリック」が設定される。
なお、リヤコンビネーションレンズ（テールレンズ）中央部分とヘッドランプレンズ部分には車名を意味する「♠」形状のマークがレンズ内にデザインされている。

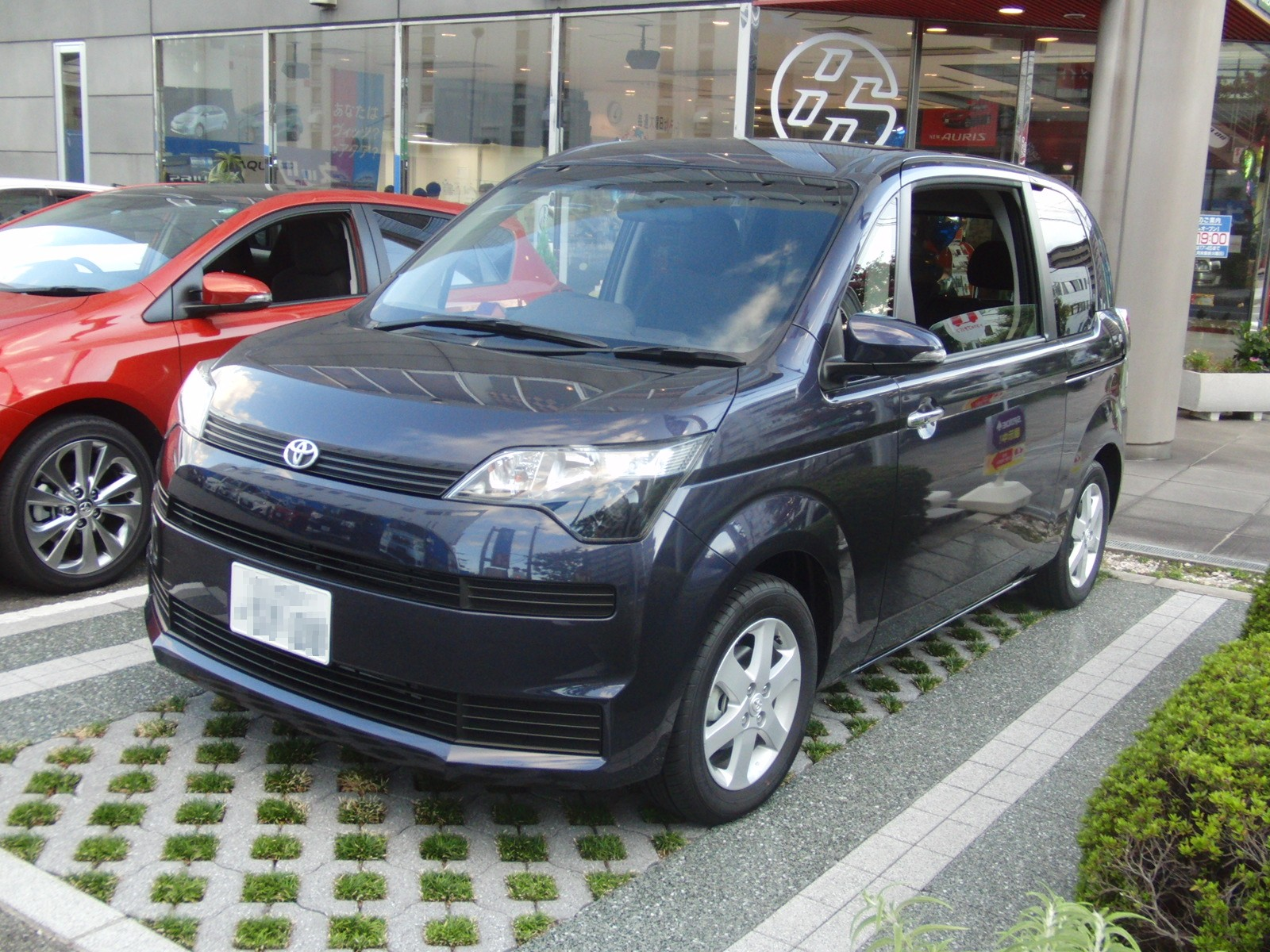
2012年7月発売モデル フロント
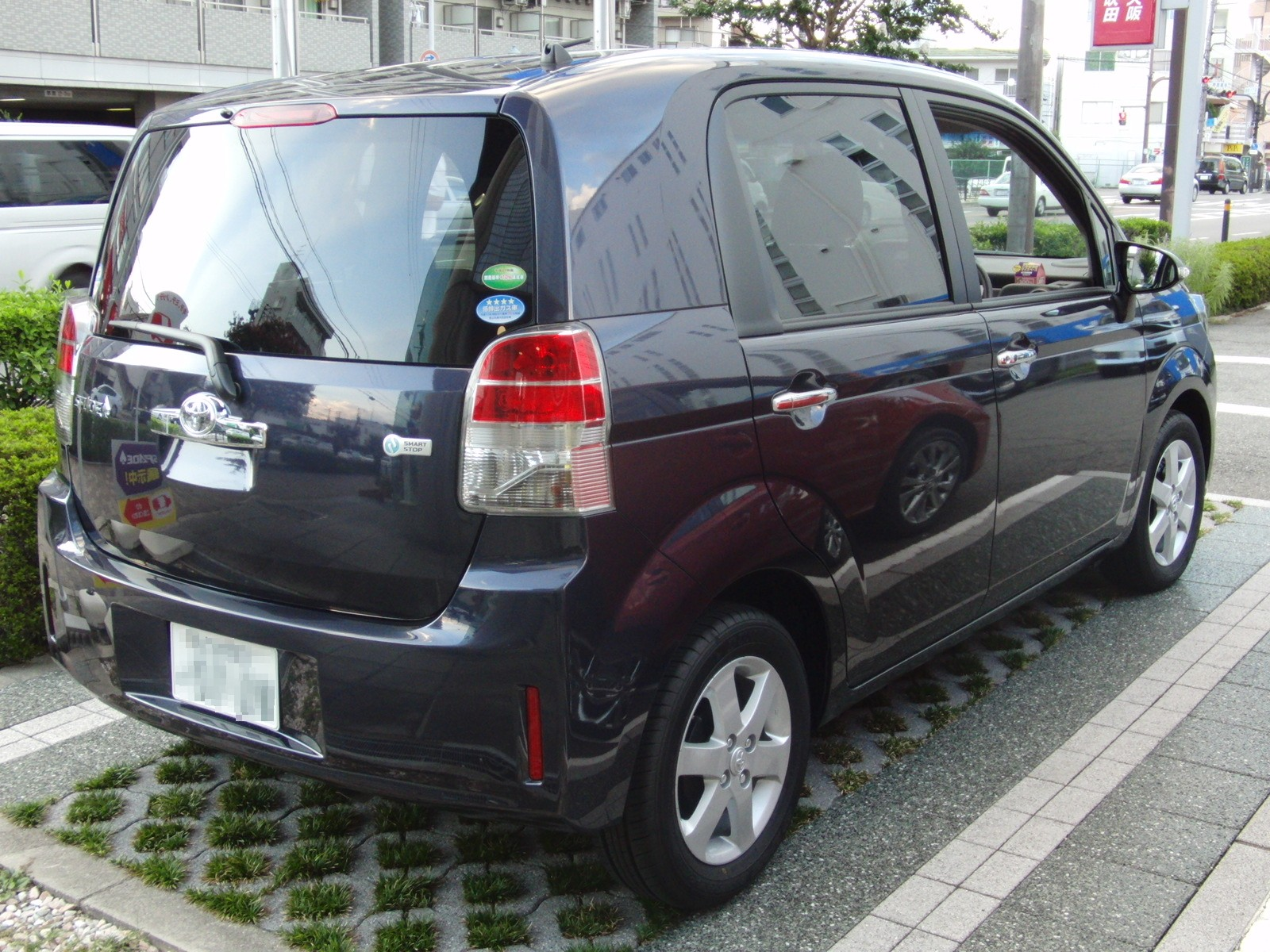
2012年7月発売モデル リア
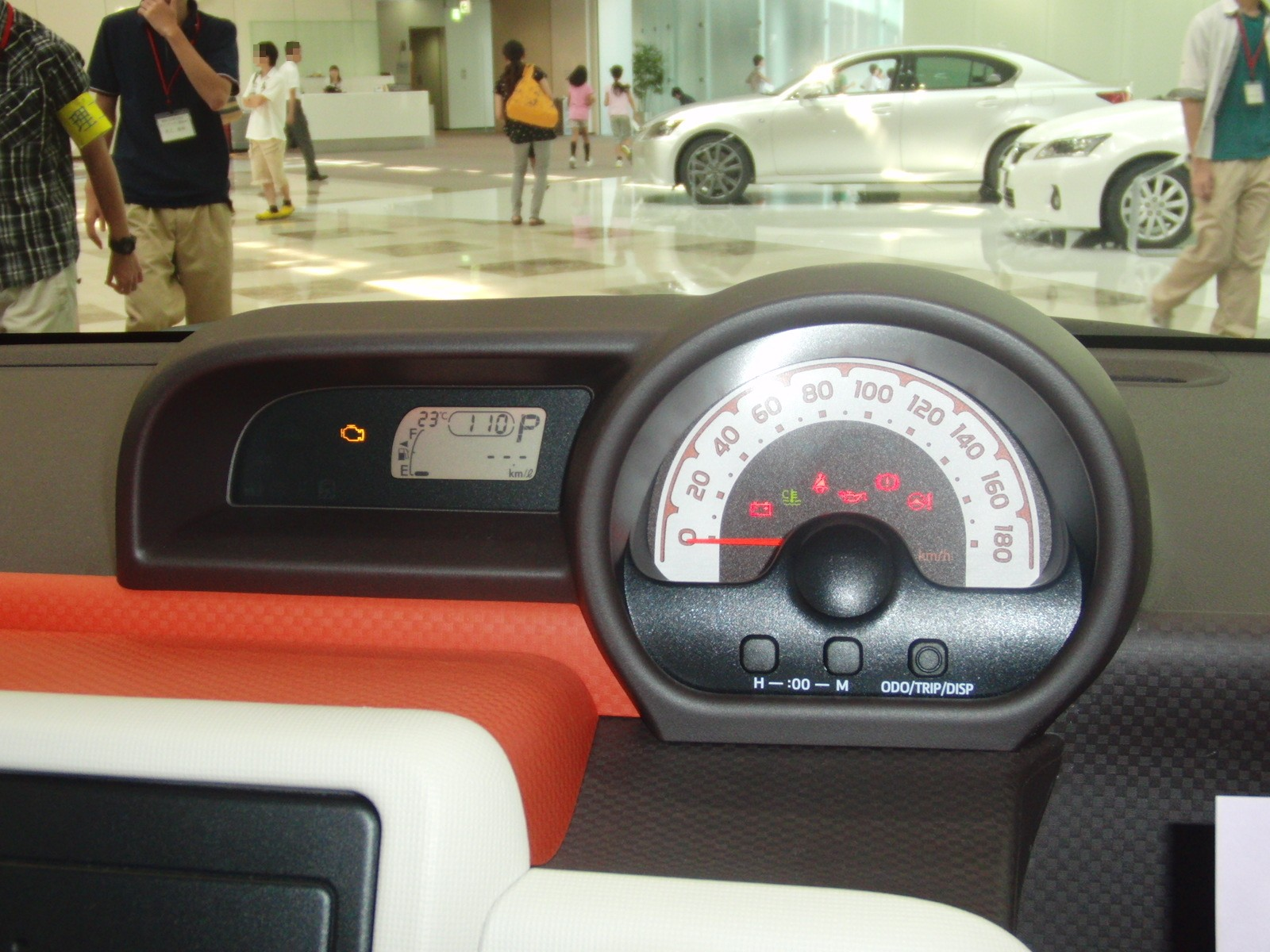
2012年7月発売モデル インパネ
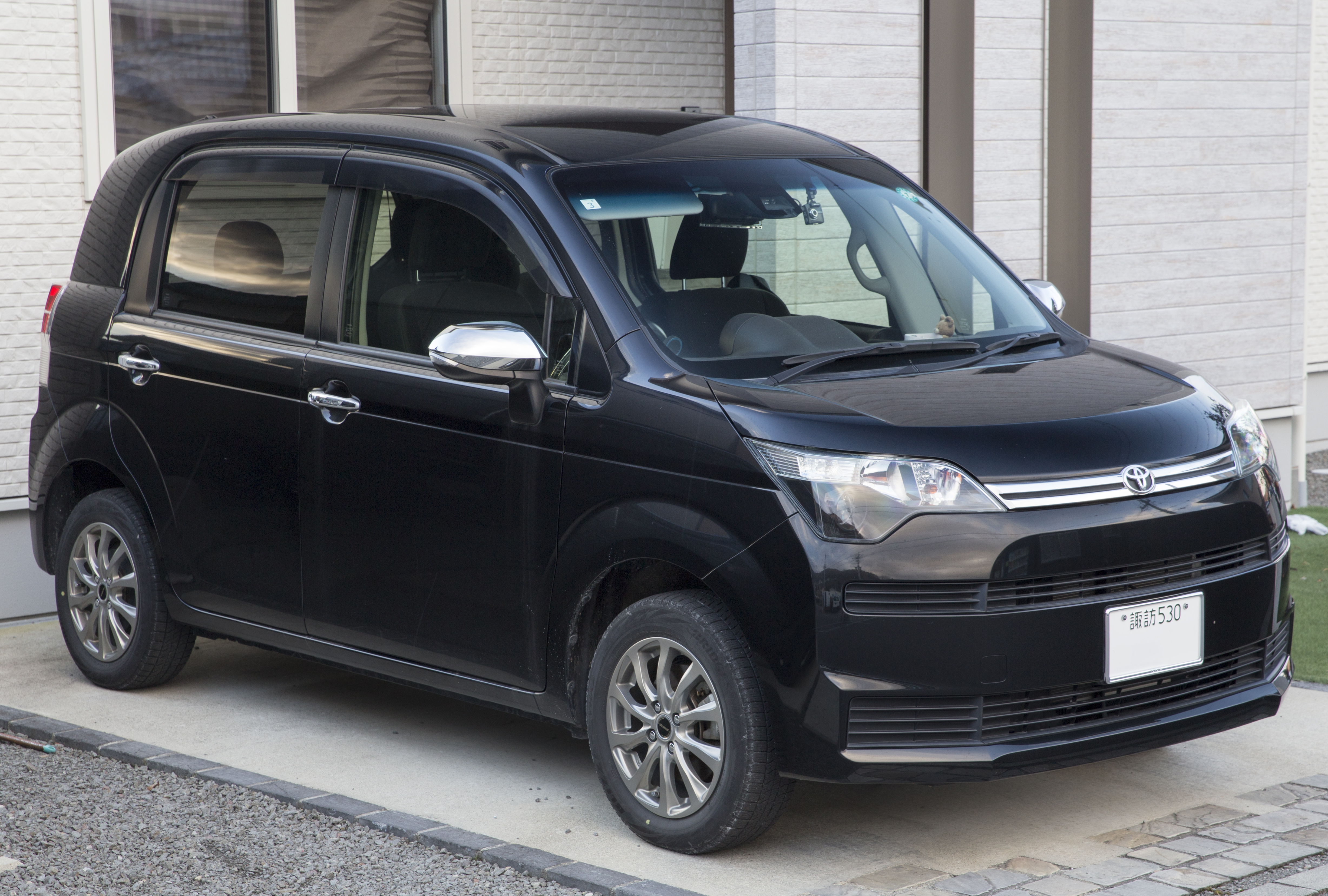
2015年7月発売モデル フロント
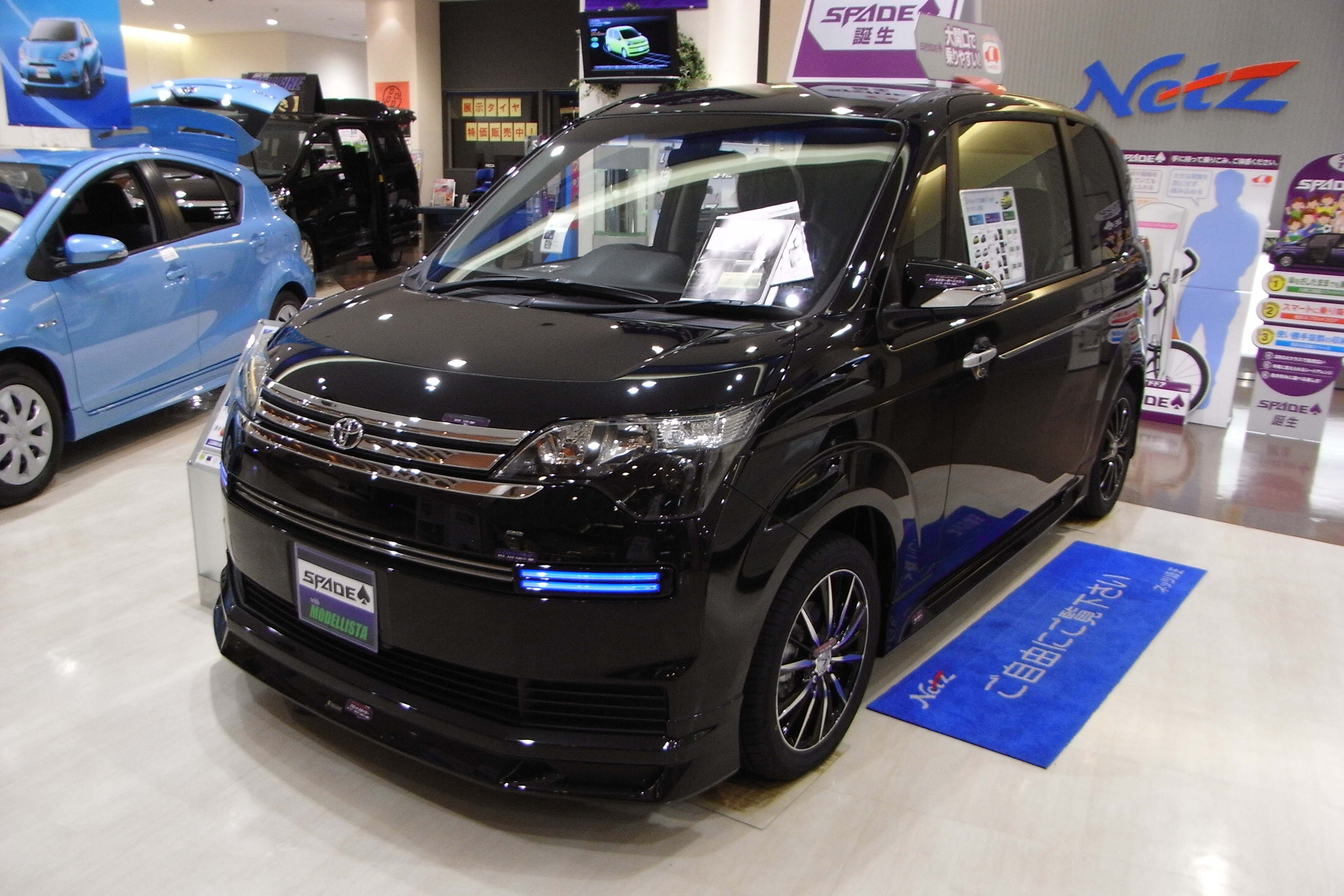
フロント（モデリスタ仕様）
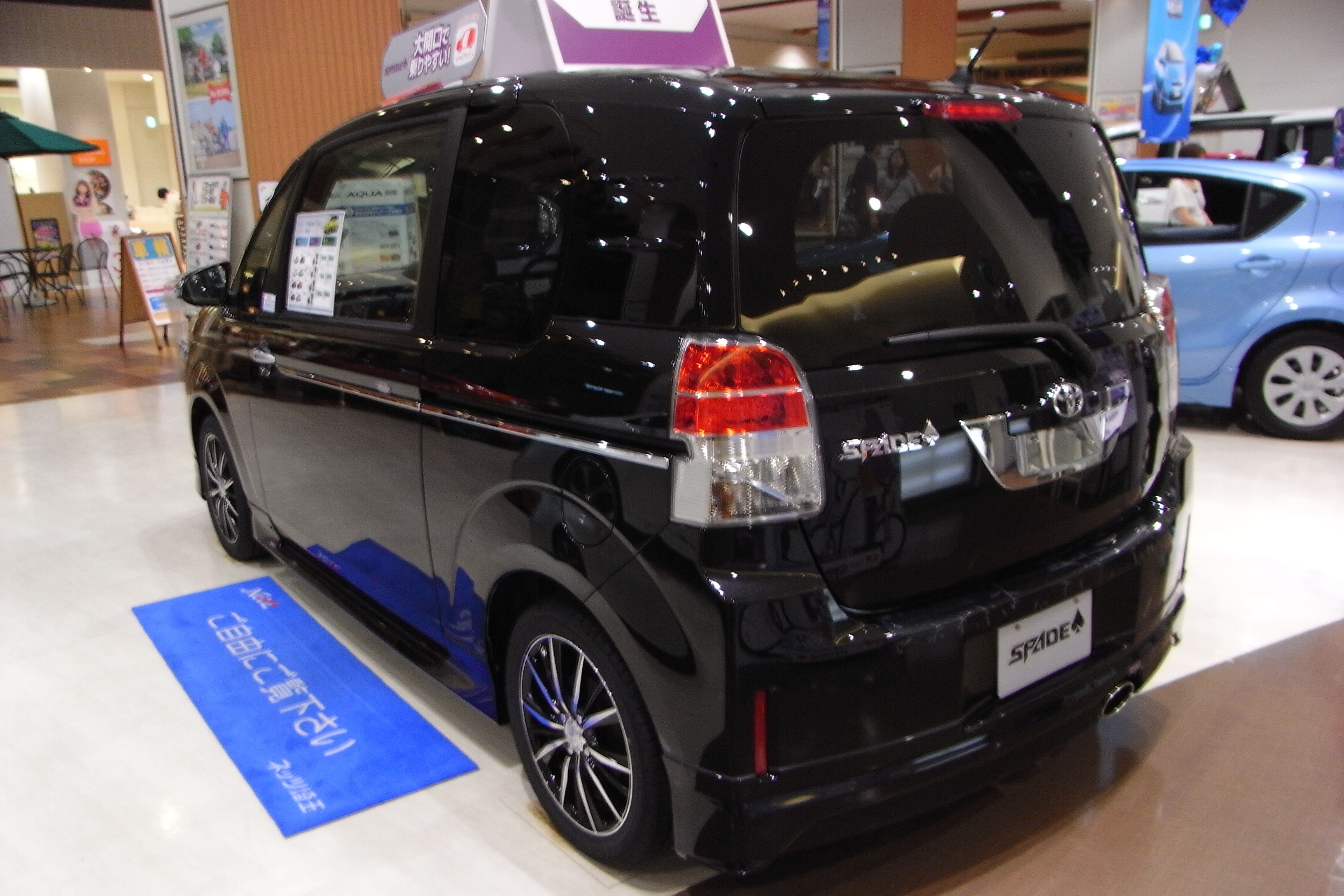
リヤ（モデリスタ仕様）
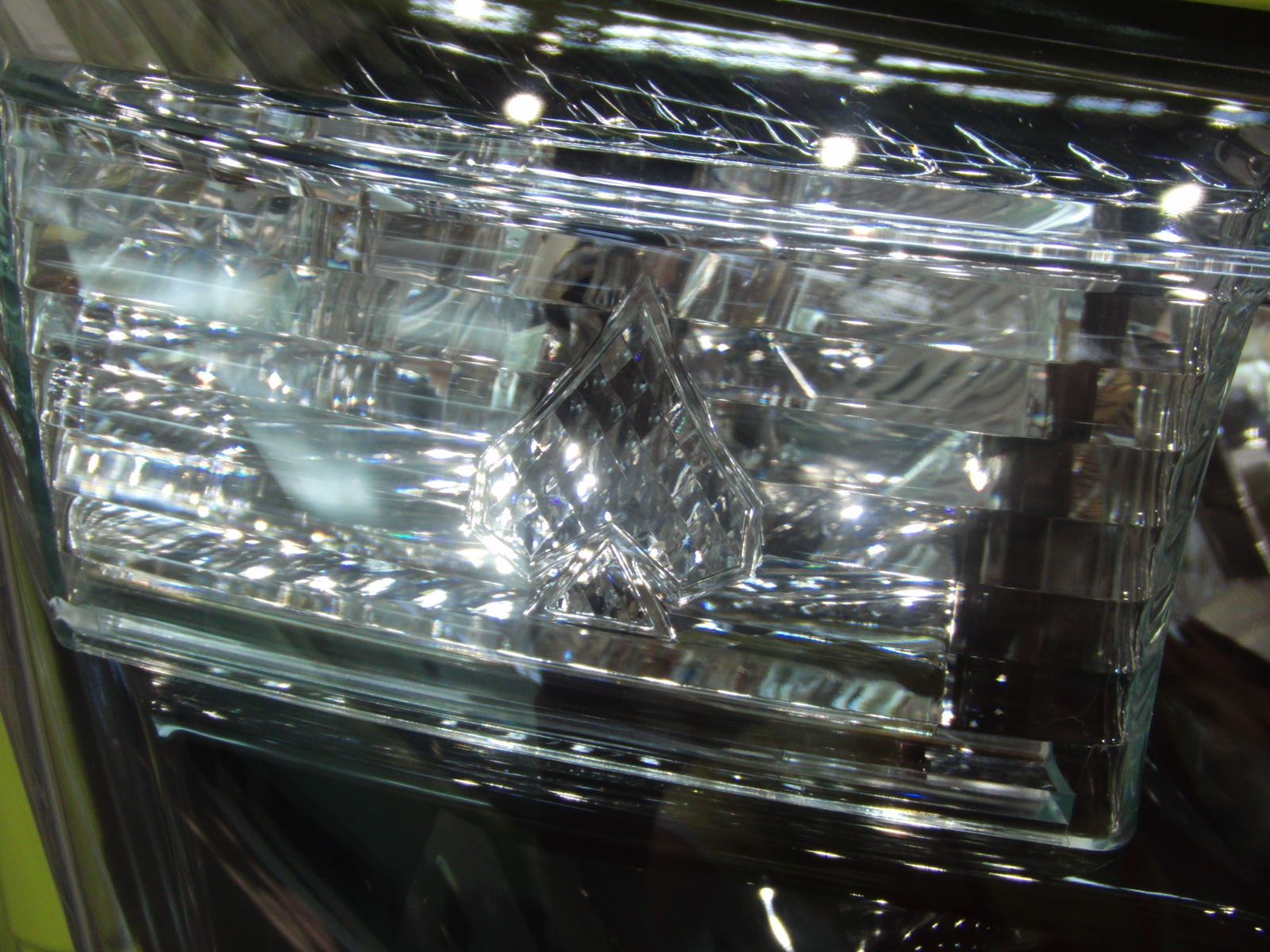
ヘッドレンズ中央に入るスペードマーク
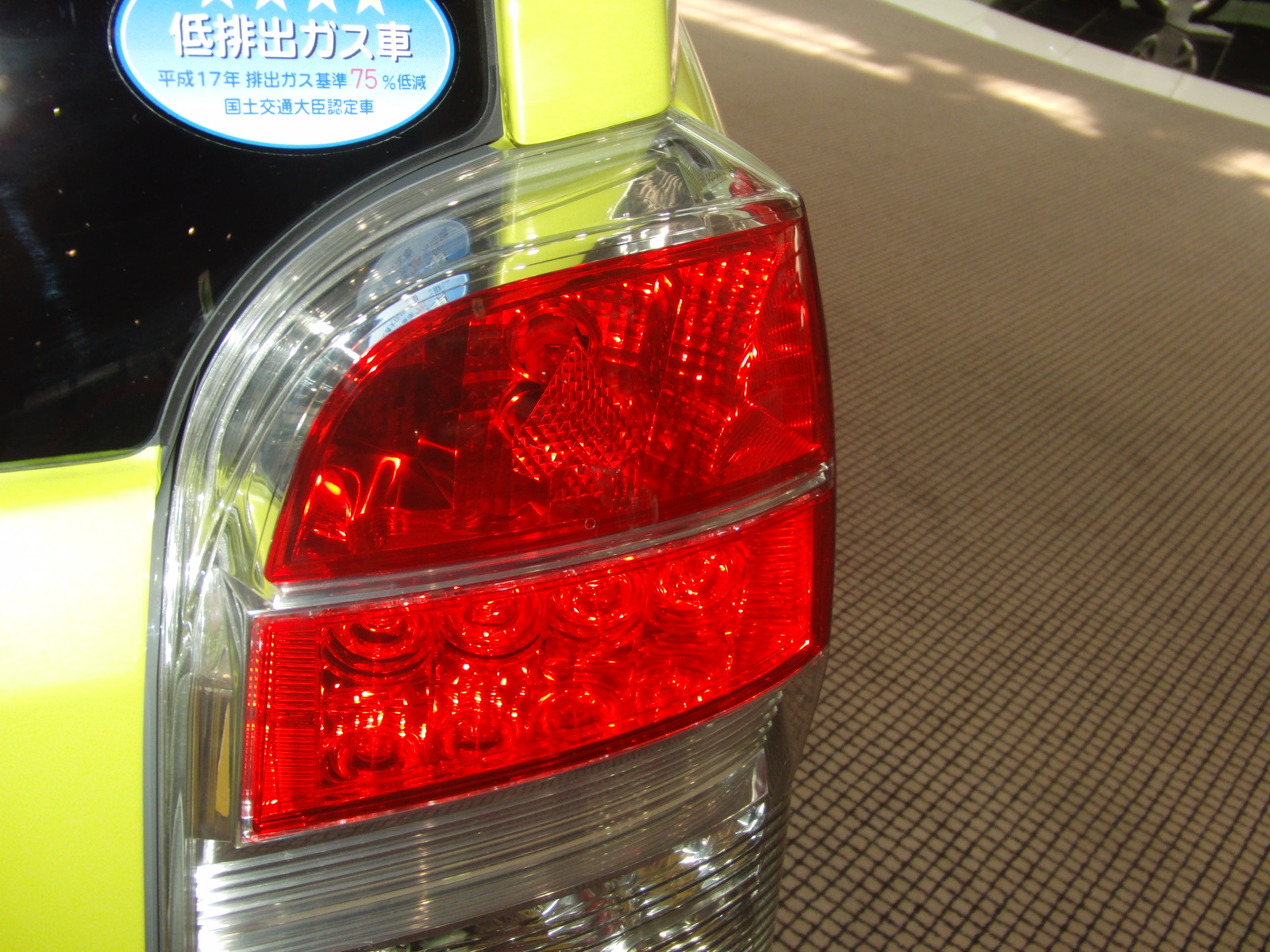
テールレンズ中央に入るスペードマーク

## 年表
- 2012年（平成24年）7月23日 - 発売[2]（「V」のみ同年10月より生産）。

ラインアップは、2代目「ポルテ」と共通。1.3L車は「V」と「X」の2グレードに、1.5L車はシートタイプが異なる「X（セパレートシート）」・「Y（ベンチシート）」・「F（セパレートシート＋撥水タイプシート表皮）」・「G（セパレートシート+運転席快適温熱シート）」の4グレードを設定した。また「V」を除く全グレードに、6種類の「セレクトパッケージ」を用意した。
- 2014年（平成26年）4月1日 - 特別仕様車「F"Jack"」を発売[3]。

「F」をベースに、「スマートエントリーパッケージ」と「HIDパッケージ」を特別装備。外装ではシルバー塗装の専用フロントグリル、グレーメタリック塗装の専用ホイールキャップ、めっき加飾のバックドアガーニッシュ、アウトサイドドアハンドル、オート電動格納式リモコンドアミラー（サイドターンランプ付）を特別装備している。内装は、内装色とシート色を特別設定色ブラックとしたほか、専用意匠のアナログ式センターメーター（メーター照度コントロール機能付）や、メッキ加飾を施したインサイドドアハンドル、シフトレバーベゼル、レジスターリング（サテン調）などを特別装備。ボディカラーは特別設定色「ボルドーマイカメタリック」を含む全3色を設定した。
- 2015年（平成27年）7月1日 - 一部改良、並びに特別仕様車「F“Queen”」を発売[4] 。

キャッチフレーズは「余裕の極み。」で、CMキャラクターにはゲスの極み乙女。、CMソングも当バンドの「ロマンスがありあまる」が起用された。
2WD車のエンジンを、燃焼効率を高めた1.5Lの新型エンジン「2NR-FKE型」に換装し、これまでメーカーオプション設定だったアイドリングストップ機構「Stop & Start System」を標準装備化したことで燃費が向上した。また1.3L車を廃止し、従来は1.3L専用だった廉価グレード「V」は1.5Lに変更となった。なお「V」は従来通り2WDのみの設定。
外装はシルバー塗装のフロントグリルを採用。し、ドアミラーの形状を変更。内装はセンタークラスターパネルやシート表皮の色、柄を変更した。全車にデッキサイドグリップと助手席グローブボックスを追加したほか、「V」を除く全グレードにラゲージルームランプを、一部グレードに照明付マルチボックス、天井スピーカー、天井照明付バニティミラーなどを追加した。ボディカラーは「ダークバイオレットマイカメタリック」を廃止。2014年4月発売の特別仕様車「F"Jack"」の特別設定色だった「ボルドーマイカメタリック」を標準設定としたほか、新色「スパイシーカーキパールクリスタルシャイン（メーカーオプション）」を追加した（いずれも「V」には未設定）。
「セレクトパッケージ」の一部で装備の追加や変更を行い、「スーパーUVパッケージ」はフロントドアガラスのスーパーUVカットガラスにIR（赤外線）カット機能を追加、「スマートエントリーパッケージ」にはオート電動格納式ドアミラーを追加、「ドレスアップパッケージ」はアナログ式センターメーターを新意匠に変更し、フロントグリルとドアミラーにメッキ加飾を追加した。
特別仕様車「F“Queen”」は「F」をベースに、脱着して丸洗いできる新開発のファスナー式カバーシート「ウォッシャブルカバーシート」を特別装備。ウォッシャブルカバーシートは、ブラックにモノトーンのストライプをあしらった専用デザインにするとともに、ブラックルーフトリム＆サンバイザーを採用した内装色ブラックを特別設定とした。外装では、フロントグリル、電動格納式リモコンドアミラー、バックドアガーニッシュ、アウトサイドドアハンドルにメッキ加飾を施すとともに、ホイールにはスーパークロームメタリック塗装樹脂フルキャップを特別装備。内装では、レジスターリング、シフトレバーベゼル、インサイドドアハンドル（運転席・助手席）にメッキ加飾を施すとともに、専用意匠のセンターメーターを採用した。また、ベースグレードではメーカーオプションとなる「スマートエントリーパッケージ」と「スーパーUVカットパッケージ」も特別装備としている。ボディカラーは、ブラック（特別設定色）、ホワイトパールクリスタルシャイン、ボルドーマイカメタリック、スパイシーカーキパールクリスタルシャインの4色を設定。
- 2016年（平成28年）6月30日 - 一部改良、並びに特別仕様車「F“Queen II”」を発売[5] 。

プリクラッシュセーフティ、レーンディパーチャーアラート、オートマチックハイビームをセットにした「Toyota Safety Sense C」や、先行車発進告知機能、緊急ブレーキシグナルを全車に標準装備としたほか、IR（赤外線）カット機能付ウインドシールドガラスも標準装備され、センターメーターをデジタル表示化した。ボディカラーは「ライトブルーマイカメタリック」に替わり、「ブラッキッシュアゲハガラスフレーク（メーカーオプション）」を追加し全9色を用意。
今回の一部改良により、2WD専用の廉価グレード「V」が廃止された。
「ウェルキャブ」はベース車同様の改良に加え、助手席回転チルトシート車・助手席リフトアップシート車・サイドアクセス車 脱着シート仕様の各「Bタイプ」において、従来の電動クレーン方式から電動スライド方式に変更した新タイプの車いす収納装置を採用。搭載可能な車いす重量を従来の30kgから35kgとした。
特別仕様車「F“Queen II”」は、室内天井には格子柄を、ウォッシャブルカバーシートはストライプをあしらった専用デザインを採用。ボディカラーは「F“Queen”」同様、4色を設定。「スパイシーカーキパールクリスタルシャイン」に替わり「ブラッキッシュアゲハガラスフレーク（メーカーオプション）」が新設定された。
- 2017年（平成29年）12月11日 - 一部改良、並びに特別仕様車「F“Queen III”」を発売[6]。

従来はオプション設定だった「スマートエントリーパッケージ」が全車に標準装備となった。ボディカラーは「スパイシーカーキパールクリスタルシャイン（メーカーオプション）」と「シトラスマイカメタリック」に替わり、「フレッシュグリーンマイカメタリック」と「ブルーメタリック」が追加された。
特別仕様車「F“Queen III”」は、ファスナー式で簡単に脱着でき、丸洗いが繰り返し可能なウォッシャブルカバーシート、スーパーUVカットパッケージ、HIDパッケージ、ドレスアップパッケージを特別装備としている。ボディカラーは「F“Queen II”」と共通の4色を設定している。
- 2018年（平成30年）
  - 4月 - 衝突回避支援パッケージの名称を「Toyota Safety Sense C」から、「Toyota Safety Sense」に変更[7]（公式発表無し）。
  - 11月5日 - 特別仕様車「F"Noble collection（ノーブルコレクション）"」を発売[8]。

「F」をベースに、革調シボ付ルーフフィルムが採用され、ステアリングホイールとシフトレバーノブを本革巻きに、シートは合成皮革とファブリックを組み合わせた専用仕様にそれぞれ変更されるとともに、内装パーツ色がブラックに統一され、インサイドドアハンドル（運転席・助手席）などの内外装の随所にメッキ加飾が施された。また、「HIDパッケージ」と「スーパーUVカットパッケージ」も特別装備された。ボディカラーは特別設定色の「ブロンズマイカメタリック」を含む5色が設定される。
- 2019年（令和元年）
  - 7月3日 - 一部改良並びに特別仕様車「F"Noble collection"」を新仕様で再発売[9]。

WLTCモードによる排出ガス並びに燃料消費率（2WD車はJC08モードによる燃料消費率も併記）に対応し、2WD車は「平成30年排出ガス基準50%低減レベル（☆☆☆☆）」認定を取得。4WD車は「平成30年排出ガス規制適合」となった為、これまでリアウィンドウ右下に装着されていた「低排出ガス車」ステッカーが装着されなくなった。
既搭載の予防安全パッケージ「Toyota Safety Sense」における構成装備の一つであるプリクラッシュセーフティを昼間の歩行者にも検知可能としたレーザーレーダー+単眼カメラ方式に変更し、インテリジェントクリアランスソナー［パーキングサポートブレーキ（静止物）］のメーカーオプション設定を追加。マルチインフォメーションディスプレイは燃費や航続可能距離情報などの視認性を高める改良が施された。
ボディカラーは「ダークブラウンマイカメタリック」と「ブルーメタリック」の2色を廃止[注釈 4]して7色に整理され、「ブラック」・「ブラッキッシュアゲハガラスフレーク」・「ボルドーマイカメタリック」の3色にはカーボン調ルーフフィルム（ブラック）のメーカーオプションが新たに設定された。
「F"Noble collection"」には前述したインテリジェントクリアランスソナー[パーキングサポートブレーキ（静止物）]が新たに特別装備された。ボディカラーはカタログカラーでの設定廃止に伴い、「ダークブラウンマイカメタリック」と「ブルーメタリック」に替わり「ブラッキッシュアゲハガラスフレーク（メーカーオプション）」が新たに設定されて4色に整理された。
  - 10月4日 - 特別仕様車「F"GLAMPER（グランパー）"」を発売[10]。

「F」をベースに、外観はフロントグリル・ドアミラーカバー・アウトサイドドアハンドル・ホイールキャップにブラック加飾を採用。内装はブラックインテリアとし、シート表皮はサイド部とヘッドレストの合成皮革にコハクを配色した専用ファブリックが採用された。
販売店装着オプションとして、トヨタカスタマイジング&ディベロップメント製の専用パーツ「GLAMPER meets TRD」が用意され、サイドデカール、ドアハンドルプロテクター、15インチアルミホイールセット、並びにこれら3点をセット化した「アクティブキット」が設定される。
- 2020年（令和2年）
  - 5月1日 - 東京都を除く全ての地域での全車種併売化に伴い、トヨタ店とトヨペット店での販売を開始。姉妹車のポルテも一緒に併売される。
  - 7月2日 - 特別仕様車「F"Safety Edition"」、「G"Safety Edition"」が発売された[11]。

「F」と「G」をベースに、ベースグレードではメーカーオプションとなるインテリジェントクリアランスソナー[パーキングサポートブレーキ(静止物)]が特別装備されるほか、バックカメラとステアリングスイッチ（オーディオ操作）で構成された「ナビレディパッケージ」、プロジェクター式ディスチャージヘッドランプとコンライト（ライト自動点灯・消灯システム、ランプオートカットシステム）で構成された「HIDパッケージ」も特別装備された。ボディカラーはホワイトパールクリスタルシャイン（メーカーオプション）、シルバーメタリック、ブラッキッシュアゲハガラスフレーク（メーカーオプション）、ボルドーマイカメタリックの4色が設定される。
  - 12月9日 - 生産終了[12]。公式ホームページも削除された。
- 2021年（令和3年）1月31日 - 販売終了・登録終了。

## 海外仕様の動き
- 2015年8月 - 香港・マカオでも販売開始[注釈 5][注釈 6][注釈 7]。

## 車名の由来
トランプのスペード（SPADE♠）とSpace（空間）とWide（広い）を組み合わせた造語。トランプのスペードが持つクールなイメージも付与している。

## 2020年4月までの取扱チャンネル
- カローラ店
- ネッツ店

東京地区では、トヨタ東京カローラとネッツトヨタ東京が合併によりトヨタモビリティ東京へ移行となったことで、旧東京トヨタ店舗と旧東京トヨペット店舗でも取り扱われるようになった。なお、従前からスペイドが取り扱われているトヨタ西東京カローラ、ネッツトヨタ東都、ネッツトヨタ多摩では同時期より姉妹車種のポルテの取扱が開始され、トヨタモビリティ東京同様に、スペイドとの併売となった。